# Dick Luyt
Pas d'image ? Cliquez ici

a Compétitions nationales et continentales officielles uniquement.

b Matchs officiels uniquement.
Dernière mise à jour le 16 février 2024.
Richard Robbins Luyt, plus connu comme Dick Luyt, né le 16 avril 1886 à Ceres (Afrique du Sud) et mort le 14 janvier 1967 à Worcester, est un joueur de rugby à XV qui a joué avec l'équipe d'Afrique du Sud. Il évoluait au poste de centre.

## Biographie
Il a disputé son premier test match le 27 août 1910 contre l'équipe des Lions britanniques. Il joua son dernier test match contre les Français le 11 janvier 1913. Il participe au fameux grand Chelem des Springboks contre les nations européennes en 1912-1913 jouant les 5 rencontres, inscrivant 1 essai contre la France. L'Afrique du Sud l'emporte sur l'Écosse 16-0. Il participe ensuite à la victoire contre l'Irlande 38-0 puis à celle sur le pays de Galles 3-0. En 1913 l'Afrique du Sud achève le Grand Chelem en gagnant l'Angleterre 9-3, puis au Bouscat 38-5. Il a évolué avec la Western Province avec qui il dispute la Currie Cup.

## Statistiques en équipe nationale
- 7 test matchs avec l'équipe d'Afrique du Sud
- 1 essai, 3 points
- Test matchs par année : 2 en 1910, 3 en 1912, 2 en 1913
- Grand Chelem